# Ледниковая (река)
Ледниковая — река на полуострове Камчатка в России. Протекает по территории Усть-Камчатского района. Длина реки — 13 км.
Начинается из ледников на северо-западном склоне горы Шиш, входящей в состав хребта Кумроч. Течёт в общем северо-западном направлении. В верховьях и среднем течении протекает по горам, в низовьях — через березняк. Впадает в реку Большая Хапица справа на расстоянии 78 км от её устья.
По данным государственного водного реестра России относится к Анадыро-Колымскому бассейновому округу. Код водного объекта — 19070000112120000017572.